# L'été sans fin
Pour plus de détails, voir Fiche technique et Distribution.
L'été sans fin (The Endless Summer) est un film documentaire américain réalisé par Bruce Brown, sorti en 1966.
Le réalisateur Bruce Brown suit deux surfeurs, Mike Hynson et Robert August, lors d'un voyage autour du monde à la découverte des meilleures vagues et d'un été sans fin.
Les deux protagonistes visitent les côtes du Sénégal, du Ghana, du Nigeria, de l'Afrique du Sud, de la Nouvelle-Zélande, de Tahiti et d'Hawaii avant de retourner en Californie.
La narration déroge au sérieux habituel des documentaires des années 1950 pour s'orienter vers une approche plus personnelle et humoristique. La surf music de la bande-son a été fournie par le groupe The Sandals.
En 2002, la Bibliothèque du Congrès américain décide de sa conservation au Registre national du film du fait de « son importance culturelle, historique, ou esthétique. »

## Synopsis
Le réalisateur Bruce Brown suit deux surfeurs, Mike Hynson et Robert August dans un voyage autour du monde. Malgré le climat agréable de leur Californie natale, les courants froids rendent les plages locales inhospitalières durant l'hiver. C'est pourquoi, aux côtés de Rodney Sumpter et de Nat Young, ils décident de voyager vers les côtes de la Nouvelle-Zélande, de Tahiti, d’Hawaï, du Sénégal, du Nigeria et de l'Afrique du Sud, en quête de nouveaux spots de surf - et de la vague parfaite. Ils en profitent pour introduire les locaux à ce nouveau sport. De nombreux surfeurs connus apparaissent durant leurs aventures, Miki Dora, Phil Edwards et Butch Van Artsdalen.

## Fiche technique
- Titre : The Endless Summer
- Réalisation : Bruce Brown
- Photographie : Bruce Brown
- Musique : The Sandals
- Production : Bruce Brown
- Pays de production :  États-Unis
- Langue : anglaise
- Genre : documentaire
- Durée : 95 minutes
- Date de sortie :
  - États-Unis : 15 juin 1966
  - France : 20 septembre 1968
  - France:  10 août 2016 (ressortie)

## Autour du film
- Le spot, alors inconnu, de Cape St. Francis, en Afrique du Sud, est depuis devenu un des sites de surf les plus connus du monde, grâce à L'été sans fin[1].
- Alors que le film est terminé en 1964, il n'a pas de distributeur. Bruce Brown et Mike Hynson traversent les États-Unis, en projetant le film accompagné de disques de musique de surf et en assurant le commentaire en direct[2].
- La résidence de la surfeuse Khadjou Sambe apparaît dans le film lorsque le surf est introduit pour la première fois sur l'île[3].